# Scylacosuchus orenburgensis
Scylacosuchus orenburgensis è un terapside estinto, appartenente ai terocefali. Visse nel Permiano superiore (circa 258 - 254 milioni di anni fa) e i suoi resti fossili sono stati ritrovati in Russia.

## Descrizione
Questo animale doveva essere un terocefalo di grandi dimensioni e dalla struttura piuttosto robusta. Benché simile al sudafricano Scylacosaurus, il corpo era più massiccio e di dimensioni maggiori. Il cranio era pesante, con muso allungato e grandi finestre temporali. La regione intertemporale era molto sviluppata, e formava un'alta cresta sagittale che permetteva l'ancoraggio di potenti muscoli delle fauci. L'epipterigoide era molto stretto. Erano presenti cinque denti incisiviformi superiori e cinque inferiori, lunghi e acuminati; prima dei canini erano presenti altri due denti di piccole dimensioni. Il canino era lungo e robusto, mentre i denti postcanini, di piccole dimensioni, erano sei nella mascella e quattro nella mandibola. 

## Classificazione

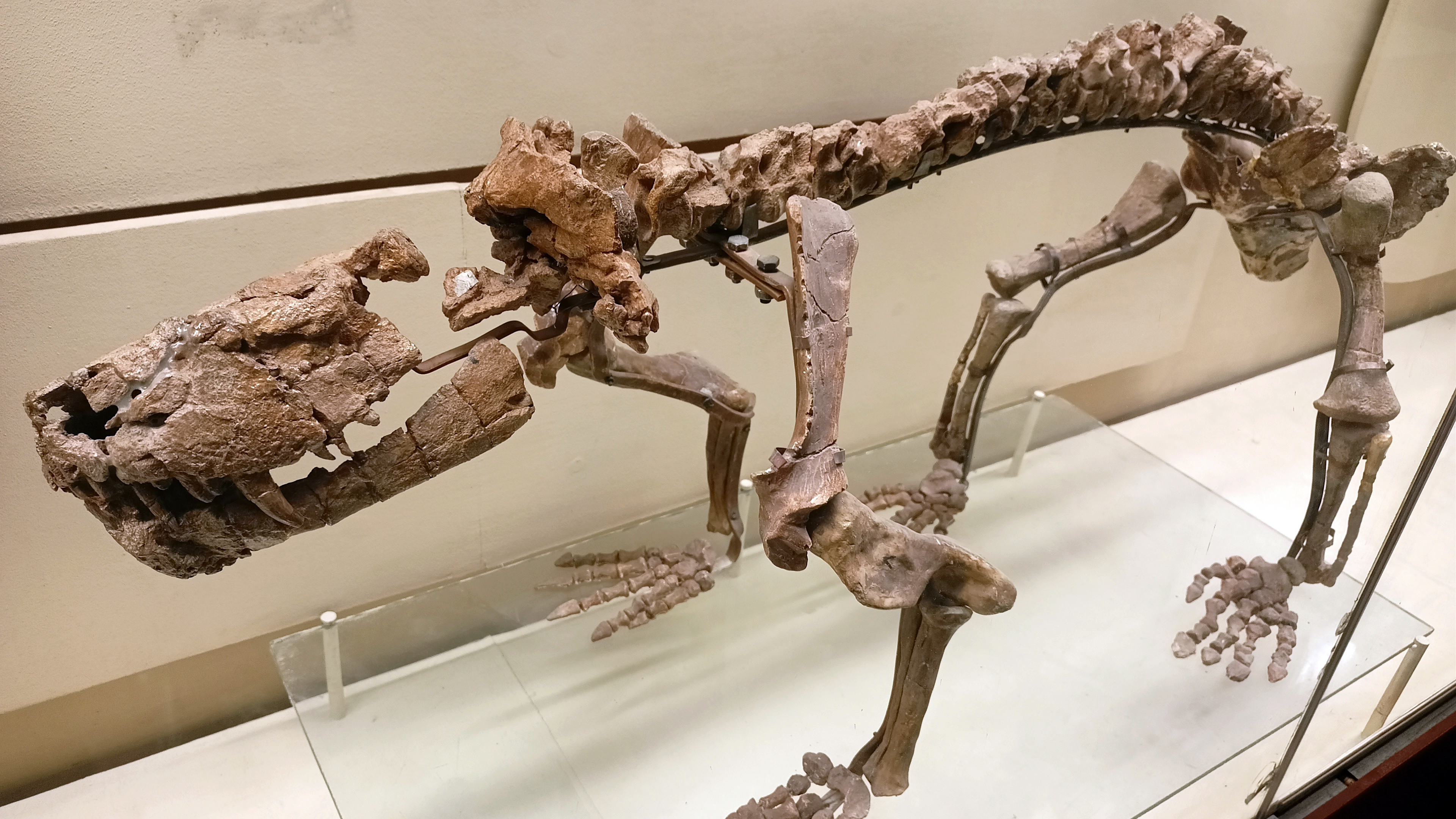
Scheletro di Scylacosuchus

Scylacosuchus orenburgensis venne descritto per la prima volta da Tatarinov nel 1968 sulla base di fossili comprendenti materiale cranico e postcranico, rinvenuti nell'Oblast di Orenburg in Russia e risalenti alla fine del Permiano. Secondo Tatarinov, Scylacosuchus era molto simile a un terocefalo sudafricano di dimensioni minori, Scylacosaurus. Studi successivi hanno indicato che Scylacosuchus era una forma più derivata, ancestrale al gruppo di terocefali più evoluti (Eutherocephalia).